# Пужакино
Пужакино — нежилая деревня в Андреапольском районе Тверской области. Входит в состав Бологовского сельского поселения.

## История
В 1792 году на погосте Попово (Пужакино) была построена деревянная однопрестольная церковь Николая Чудотворца. Была приписана к Воскресенской церкви погоста Бологово. в настоящее время не сохранилась.

## География
Деревня расположена в 65 километрах к северо-западу от районного центра, города Андреаполь и в 5,5 к северо-востоку от центра сельского поселения, посёлка Бологово.
Часовой пояс
Деревня Пужакино, как и вся Тверская область находится в часовой зоне МСК (московское время). Смещение применяемого времени относительно UTC составляет +3:00.

## Население
| 2002 | 2010 |
| ---- | ---- |
| 0    | →0   |